# ورقتان وبرعم
ورقتان وبرعم هي رواية بقلم ملك راج أناند [الإنجليزية] نُشرت لأول مرة عام 1937، تتناول هذه الرواية، مثل رواياته الأخرى، موضوع اضطهاد الفقراء، وتدور حول فلاح يحاول حماية ابنته من جندي بريطاني. تدور أحداث القصة في مزارع الشاي في ولاية آسام. يصور الكتاب بالتفصيل مفهوم من يملكون ومن لا يملكون واستغلال أحدهما على يد الآخر، في الهند ما قبل الاستقلال.
وهي رواية درامية تنتهي بـ "صدام مأساوي للمصالح والأقدار".